# Saison 2023-2024 des Wizards de Washington
La saison 2023-2024 des Wizards de Washington est la 63e saison de la franchise en NBA et la 51e saison dans la ville de Washington D.C.
Le 9 mars, les Wizards sont éliminés de la course aux playoffs. 

## Draft
| Tour | Choix | Joueur               | Poste | Nationalité | Provenance                 |
| ---- | ----- | -------------------- | ----- | ----------- | -------------------------- |
| 1    | 8     | Jarace Walker        | PF/SF | États-Unis  | Cougars de Houston         |
| 2    | 42    | Tristan Vukčević     | PF/C  | Serbie      | Partizan Belgrade (Serbie) |
| 2    | 57    | Trayce Jackson-Davis | PF    | États-Unis  | Hoosiers de l'Indiana      |

## Matchs

### Summer League
| Summer League Total: 2-3 |

| Match | Date match | Équipe        | Score    | Meilleur marqueur  | Meilleur rebondeur      | Meilleur passeur    | Lieux Spectateurs      | Série |
| ----- | ---------- | ------------- | -------- | ------------------ | ----------------------- | ------------------- | ---------------------- | ----- |
| 1     | 8 juillet  | Indiana       | D 83-91  | Johnny Davis (17)  | Xavier Cooks (7)        | Davis, Jackson (3)  | Thomas & Mack Center 0 | 0 - 1 |
| 2     | 9 juillet  | Boston        | V 103-98 | Ryan Rollins (17)  | Tristan Vukčević (8)    | Ryan Rollins (9)    | Cox Pavilion 0         | 1 - 1 |
| 3     | 11 juillet | San Antonio   | D 85-96  | Xavier Cooks (16)  | Xavier Cooks (10)       | Bilal Coulibaly (4) | Thomas & Mack Center 0 | 1 - 2 |
| 4     | 14 juillet | Oklahoma City | V 105-89 | Johnny Davis (22)  | Patrick Baldwin Jr. (9) | Ryan Rollins (7)    | Cox Pavilion 0         | 2 - 2 |
| 5     | 15 juillet | Chicago       | D 85-90  | Jules Bernard (17) | Tristan Vukčević (8)    | Quenton Jackson (7) | Cox Pavilion 0         | 2 - 3 |

### Pré-saison
| Pré-saison Total: 3-1 (Domicile : 2-0; Extérieur : 1-1) |

| Match | Date match | Équipe         | Score     | Meilleur marqueur | Meilleur rebondeur | Meilleur passeur | Lieux Spectateurs            | Série |
| ----- | ---------- | -------------- | --------- | ----------------- | ------------------ | ---------------- | ---------------------------- | ----- |
| 1     | 10 octobre | Cairns Taipans | V 145-82  | Kyle Kuzma (22)   | Daniel Gafford (8) | Delon Wright (6) | Capital One Arena 6 856      | 1 - 0 |
| 2     | 12 octobre | Charlotte      | V 98-92   | Kyle Kuzma (19)   | Tyus Jones (7)     | Six joueurs (3)  | Capital One Arena 7 297      | 2 - 0 |
| 3     | 18 octobre | @ New York     | V 131-106 | Jordan Poole (41) | Mike Muscala (8)   | Tyus Jones (7)   | Madison Square Garden 18 881 | 3 - 0 |
| 4     | 20 octobre | @ Toronto      | D 98-134  | Deni Avdija (18)  | Deni Avdija (7)    | Jordan Poole (4) | Scotiabank Arena 18 426      | 3 - 1 |

### Saison régulière
| Saison régulière Total: 15-67 (Domicile : 7-34; Extérieur : 8-33) |

| Match | Date match | Équipe    | Score     | Meilleur marqueur | Meilleur rebondeur | Meilleur passeur  | Lieux Spectateurs            | Série |
| ----- | ---------- | --------- | --------- | ----------------- | ------------------ | ----------------- | ---------------------------- | ----- |
| 1     | 25 octobre | @ Indiana | D 120-143 | Kyle Kuzma (25)   | Deni Avdija (7)    | Jones, Wright (6) | Gainbridge Fieldhouse 16 004 | 0 - 1 |
| 2     | 28 octobre | Memphis   | V 113-106 | Jordan Poole (27) | Kyle Kuzma (13)    | Jones, Wright (7) | Capital One Arena 16 191     | 1 - 1 |
| 3     | 30 octobre | Boston    | D 107-126 | Kyle Kuzma (21)   | Deni Avdija (7)    | Tyus Jones (7)    | Capital One Arena 17 898     | 1 - 2 |

| Match                                                                      | Date match   | Équipe         | Score     | Meilleur marqueur    | Meilleur rebondeur   | Meilleur passeur    | Lieux Spectateurs           | Série  |
| -------------------------------------------------------------------------- | ------------ | -------------- | --------- | -------------------- | -------------------- | ------------------- | --------------------------- | ------ |
| 4                                                                          | 1er novembre | @ Atlanta      | D 121-130 | Kyle Kuzma (25)      | Kyle Kuzma (9)       | Delon Wright (9)    | State Farm Arena 15 925     | 1 - 3  |
| 5                                                                          | 3 novembre   | @ Miami*       | D 114-121 | Kyle Kuzma (22)      | Daniel Gafford (5)   | Jordan Poole (6)    | Kaseya Center 19 660        | 1 - 4  |
| 6                                                                          | 6 novembre   | @ Philadelphie | D 128-146 | Kyle Kuzma (28)      | Daniel Gafford (7)   | Trois joueurs (6)   | Wells Fargo Center 19 765   | 1 - 5  |
| 7                                                                          | 8 novembre   | @ Charlotte    | V 132-116 | Kyle Kuzma (33)      | Kyle Kuzma (9)       | Deni Avdija (5)     | Spectrum Center 14 267      | 2 - 5  |
| 8                                                                          | 10 novembre  | Charlotte*     | D 117-124 | Kyle Kuzma (17)      | Daniel Gafford (9)   | Poole, Wright (6)   | Capital One Arena 17 602    | 2 - 6  |
| 9                                                                          | 12 novembre  | @ Brooklyn     | D 94-102  | Bilal Coulibaly (20) | Deni Avdija (9)      | Corey Kispert (4)   | Barclays Center 17 732      | 2 - 7  |
| 10                                                                         | 13 novembre  | @ Toronto      | D 107-111 | Kyle Kuzma (34)      | Daniel Gafford (9)   | Tyus Jones (8)      | Scotiabank Arena 19 800     | 2 - 8  |
| 11                                                                         | 15 novembre  | Dallas         | D 117-130 | Kyle Kuzma (22)      | Daniel Gafford (9)   | Avdija, Kispert (4) | Capital One Arena 16 632    | 2 - 9  |
| 12                                                                         | 17 novembre  | New York*      | D 99-120  | Kyle Kuzma (19)      | Daniel Gafford (7)   | Jones, Kuzma (22)   | Capital One Arena 16 886    | 2 - 10 |
| 13                                                                         | 20 novembre  | Milwaukee      | D 129-142 | Jordan Poole (30)    | Daniel Gafford (5)   | Kyle Kuzma (13)     | Capital One Arena 17 746    | 2 - 11 |
| 14                                                                         | 22 novembre  | @ Charlotte    | D 114-117 | Kyle Kuzma (28)      | Daniel Gafford (16)  | Kyle Kuzma (10)     | Spectrum Center 16 432      | 2 - 12 |
| 15                                                                         | 24 novembre  | @ Milwaukee*   | D 128-131 | Jordan Poole (26)    | Daniel Gafford (9)   | Jones, Poole (7)    | Fiserv Forum 17 880         | 2 - 13 |
| 16                                                                         | 25 novembre  | Atlanta        | D 108-136 | Jared Butler (13)    | Kyle Kuzma (7)       | Kyle Kuzma (8)      | Capital One Arena 16 276    | 2 - 14 |
| 17                                                                         | 27 novembre  | @ Détroit      | V 126-107 | Kyle Kuzma (32)      | Kyle Kuzma (12)      | Kyle Kuzma (8)      | Little Caesars Arena 14 346 | 3 - 14 |
| 18                                                                         | 29 novembre  | @ Orlando      | D 120-139 | Kyle Kuzma (23)      | Coulibaly, Poole (5) | Kyle Kuzma (6)      | Amway Center 17 109         | 3 - 15 |
| *Matchs comptant pour la phase de groupe du NBA In-Season Tournament 2023. |              |                |           |                      |                      |                     |                             |        |

| Match | Date match   | Équipe              | Score     | Meilleur marqueur   | Meilleur rebondeur   | Meilleur passeur      | Lieux Spectateurs         | Série  |
| ----- | ------------ | ------------------- | --------- | ------------------- | -------------------- | --------------------- | ------------------------- | ------ |
| 19    | 1er décembre | @ Orlando           | D 125-130 | Kyle Kuzma (27)     | Daniel Gafford (11)  | Tyus Jones (6)        | Amway Center 18 846       | 3 - 16 |
| 20    | 6 décembre   | Philadelphie        | D 126-131 | Jordan Poole (23)   | Deni Avdija (8)      | Avdija, Jones (8)     | Capital One Arena 15 568  | 3 - 17 |
| 21    | 8 décembre   | @ Brooklyn          | D 97-124  | Kyle Kuzma (17)     | Bilal Coulibaly (10) | Deni Avdija (4)       | Barclays Center 16 587    | 3 - 18 |
| 22    | 11 décembre  | @ Philadelphie      | D 101-146 | Kyle Kuzma (21)     | Kyle Kuzma (9)       | Butler, Coulibaly (4) | Wells Fargo Center 19 762 | 3 - 19 |
| 23    | 13 décembre  | La Nouvelle-Orléans | D 122-142 | Kyle Kuzma (27)     | Gafford, Kuzma (7)   | Deni Avdija (7)       | Capital One Arena 14 080  | 3 - 20 |
| 24    | 15 décembre  | Indiana             | V 137-123 | Kyle Kuzma (31)     | Gafford, Jones (10)  | Tyus Jones (11)       | Capital One Arena 15 208  | 4 - 20 |
| 25    | 17 décembre  | @ Phoenix           | D 108-112 | Daniel Gafford (26) | Daniel Gafford (17)  | Tyus Jones (11)       | Footprint Center 17 071   | 4 - 21 |
| 26    | 18 décembre  | @ Sacramento        | D 131-143 | Jordan Poole (28)   | Kyle Kuzma (8)       | Tyus Jones (9)        | Golden 1 Center 17 794    | 4 - 22 |
| 27    | 21 décembre  | @ Portland          | V 118-117 | Kyle Kuzma (32)     | Deni Avdija (11)     | Trois joueurs (6)     | Moda Center 18 690        | 5 - 22 |
| 28    | 22 décembre  | @ Golden State      | D 118-129 | Jordan Poole (25)   | Kyle Kuzma (9)       | Tyus Jones (6)        | Chase Center 18 064       | 5 - 23 |
| 29    | 26 décembre  | Orlando             | D 119-127 | Jordan Poole (30)   | Daniel Gafford (13)  | Jones, Kuzma (6)      | Capital One Arena 16 293  | 5 - 24 |
| 30    | 27 décembre  | Toronto             | D 102-132 | Kuzma, Poole (14)   | Daniel Gafford (8)   | Kyle Kuzma (7)        | Capital One Arena 15 437  | 5 - 25 |
| 31    | 29 décembre  | Brooklyn            | V 110-104 | Kyle Kuzma (26)     | Deni Avdija (13)     | Avdija, Jones (6)     | Capital One Arena 16 825  | 6 - 25 |
| 32    | 31 décembre  | Atlanta             | D 126-130 | Kyle Kuzma (38)     | Deni Avdija (12)     | Tyus Jones (8)        | Capital One Arena 17 042  | 6 - 26 |

| Match | Date match | Équipe        | Score     | Meilleur marqueur  | Meilleur rebondeur  | Meilleur passeur   | Lieux Spectateurs                 | Série  |
| ----- | ---------- | ------------- | --------- | ------------------ | ------------------- | ------------------ | --------------------------------- | ------ |
| 33    | 3 janvier  | @ Cleveland   | D 101-140 | Kyle Kuzma (16)    | Deni Avdija (6)     | Avdija, Wright (4) | Rocket Mortgage FieldHouse 19 432 | 6 - 27 |
| 34    | 5 janvier  | @ Cleveland   | D 90-114  | Tyus Jones (16)    | Bilal Coulibaly (7) | Tyus Jones (5)     | Rocket Mortgage FieldHouse 19 432 | 6 - 28 |
| 35    | 6 janvier  | New York      | D 105-121 | Kyle Kuzma (27)    | Daniel Gafford (12) | Tyus Jones (8)     | Capital One Arena 20 333          | 6 - 29 |
| 36    | 8 janvier  | Oklahoma City | D 128-136 | Jordan Poole (24)  | Kyle Kuzma (15)     | Tyus Jones (9)     | Capital One Arena 15 297          | 6 - 30 |
| 37    | 10 janvier | @ Indiana     | D 104-112 | Jordan Poole (28)  | Kyle Kuzma (11)     | Jordan Poole (7)   | Gainbridge Fieldhouse 15 721      | 6 - 31 |
| 38    | 13 janvier | @ Atlanta     | V 127-99  | Kyle Kuzma (29)    | Deni Avdija (14)    | Deni Avdija (9)    | State Farm Arena 17 108           | 7 - 31 |
| 39    | 15 janvier | Détroit       | D 117-129 | Tyus Jones (22)    | Kyle Kuzma (8)      | Tyus Jones (7)     | Capital One Arena 15 156          | 7 - 32 |
| 40    | 18 janvier | @ New York    | D 109-113 | Jordan Poole (24)  | Marvin Bagley (11)  | Tyus Jones (15)    | Madison Square Garden 19 466      | 7 - 33 |
| 41    | 20 janvier | San Antonio   | D 127-131 | Marvin Bagley (21) | Bagley, Kuzma (12)  | Jones, Kuzma (6)   | Capital One Arena 17 922          | 7 - 34 |
| 42    | 21 janvier | Denver        | D 104-113 | Kyle Kuzma (17)    | Deni Avdija (8)     | Tyus Jones (13)    | Capital One Arena 17 107          | 7 - 35 |
| 43    | 24 janvier | Minnesota     | D 107-118 | Deni Avdija (24)   | Marvin Bagley (15)  | Kyle Kuzma (8)     | Capital One Arena 15 446          | 7 - 36 |
| 44    | 25 janvier | Utah          | D 108-123 | Kyle Kuzma (26)    | Daniel Gafford (9)  | Tyus Jones (14)    | Capital One Arena 14 027          | 7 - 37 |
| 45    | 27 janvier | @ Détroit     | V 118-104 | Kyle Kuzma (30)    | Daniel Gafford (13) | Tyus Jones (9)     | Little Caesars Arena 16 922       | 8 - 37 |
| 46    | 29 janvier | @ San Antonio | V 118-113 | Kyle Kuzma (18)    | Daniel Gafford (13) | Tyus Jones (9)     | Frost Bank Center 17 020          | 9 - 37 |
| 47    | 31 janvier | L.A. Clippers | D 109-125 | Kyle Kuzma (27)    | Bagley, Gafford (8) | Tyus Jones (7)     | Capital One Arena 17 201          | 9 - 38 |

| Match                  | Date match | Équipe                | Score          | Meilleur marqueur    | Meilleur rebondeur  | Meilleur passeur  | Lieux Spectateurs               | Série  |
| ---------------------- | ---------- | --------------------- | -------------- | -------------------- | ------------------- | ----------------- | ------------------------------- | ------ |
| 48                     | 2 février  | Miami                 | D 102-110      | Corey Kispert (26)   | Daniel Gafford (14) | Jordan Poole (10) | Capital One Arena 18 308        | 9 - 39 |
| 49                     | 4 février  | Phoenix               | D 112-140      | Deni Avdija (24)     | Eugene Omoruyi (10) | Tyus Jones (8)    | Capital One Arena 16 984        | 9 - 40 |
| 50                     | 7 février  | Cleveland             | D 106-114      | Kyle Kuzma (28)      | Daniel Gafford (13) | Tyus Jones (8)    | Capital One Arena 15 860        | 9 - 41 |
| 51                     | 9 février  | @ Boston              | D 129-133      | Avdija, Kispert (24) | Deni Avdija (11)    | Tyus Jones (9)    | TD Garden 19 156                | 9 - 42 |
| 52                     | 10 février | Philadelphie          | D 113-119      | Tyus Jones (25)      | Deni Avdija (13)    | Tyus Jones (9)    | Capital One Arena 20 333        | 9 - 43 |
| 53                     | 12 février | @ Dallas              | D 104-112      | Deni Avdija (25)     | Marvin Bagley (13)  | Tyus Jones (16)   | American Airlines Center 19 921 | 9 - 44 |
| 54                     | 14 février | @ La Nouvelle-Orléans | D 126-133      | Deni Avdija (43)     | Deni Avdija (15)    | Tyus Jones (15)   | Smoothie King Center 18 316     | 9 - 45 |
| NBA All-Star Game 2024 |            |                       |                |                      |                     |                   |                                 |        |
| 55                     | 22 février | @ Denver              | D 110-130      | Kyle Kuzma (31)      | Kyle Kuzma (12)     | Tyus Jones (14)   | Ball Arena 19 621               | 9 - 46 |
| 56                     | 23 février | @ Oklahoma City       | D 106-147      | Jordan Poole (21)    | Marvin Bagley (14)  | Tyus Jones (6)    | Paycom Center 18 203            | 9 - 47 |
| 57                     | 25 février | Cleveland             | D 105-114      | Jordan Poole (31)    | Marvin Bagley (9)   | Tyus Jones (11)   | Capital One Arena 17 895        | 9 - 48 |
| 58                     | 27 février | Golden State          | D 112-123      | Kyle Kuzma (27)      | Kyle Kuzma (12)     | Tyus Jones (17)   | Capital One Arena 20 333        | 9 - 49 |
| 59                     | 29 février | @ L.A. Lakers         | D 131-134 (OT) | Jordan Poole (34)    | Deni Avdija (15)    | Tyus Jones (11)   | Crypto.com Arena 18 997         | 9 - 50 |

| Match | Date match | Équipe          | Score          | Meilleur marqueur  | Meilleur rebondeur    | Meilleur passeur  | Lieux Spectateurs        | Série   |
| ----- | ---------- | --------------- | -------------- | ------------------ | --------------------- | ----------------- | ------------------------ | ------- |
| 60    | 1er mars   | @ L.A. Clippers | D 115-140      | Kyle Kuzma (32)    | Marvin Bagley (10)    | Tyus Jones (9)    | Crypto.com Arena 19 370  | 9 - 51  |
| 61    | 4 mars     | @ Utah          | D 115-127      | Jordan Poole (32)  | Deni Avdija (11)      | Kyle Kuzma (8)    | Delta Center 18 206      | 9 - 52  |
| 62    | 6 mars     | Orlando         | D 109-119      | Jordan Poole (26)  | Deni Avdija (7)       | Tyus Jones (6)    | Capital One Arena 16 018 | 9 - 53  |
| 63    | 8 mars     | Charlotte       | V 112-100      | Kyle Kuzma (28)    | Deni Avdija (14)      | Kyle Kuzma (9)    | Capital One Arena 18 778 | 10 - 53 |
| 64    | 10 mars    | @ Miami         | V 110-108      | Kyle Kuzma (32)    | Deni Avdija (10)      | Tyus Jones (16)   | Kaseya Center 19 730     | 11 - 53 |
| 65    | 12 mars    | @ Memphis       | D 97-109       | Kyle Kuzma (24)    | Kyle Kuzma (7)        | Tyus Jones (9)    | FedExForum 15 291        | 11 - 54 |
| 66    | 14 mars    | @ Houston       | D 119-135      | Jordan Poole (25)  | Deni Avdija (9)       | Tyus Jones (8)    | Toyota Center 18 055     | 11 - 55 |
| 67    | 16 mars    | @ Chicago       | D 98-127       | Corey Kispert (16) | Bilal Coulibaly (8)   | Jordan Poole (8)  | United Center 21 697     | 11 - 56 |
| 68    | 17 mars    | Boston          | D 104-130      | Jordan Poole (31)  | Justin Champagnie (8) | Jared Butler (6)  | Capital One Arena 20 333 | 11 - 57 |
| 69    | 19 mars    | Houston         | D 114-137      | Trois joueurs (16) | Richaun Holmes (9)    | Jared Butler (9)  | Capital One Arena 14 137 | 11 - 58 |
| 70    | 21 mars    | Sacramento      | V 109-102      | Kyle Kuzma (31)    | Richaun Holmes (16)   | Avdija, Kuzma (5) | Capital One Arena 14 495 | 12 - 58 |
| 71    | 23 mars    | Toronto         | V 112-109      | Deni Avdija (22)   | Richaun Holmes (14)   | Jordan Poole (12) | Capital One Arena 15 746 | 13 - 58 |
| 72    | 25 mars    | @ Chicago       | V 107-105      | Jordan Poole (23)  | Richaun Holmes (15)   | Jared Butler (13) | United Center 21 726     | 14 - 58 |
| 73    | 27 mars    | Brooklyn        | D 119-122 (OT) | Jordan Poole (38)  | Deni Avdija (12)      | Kyle Kuzma (10)   | Capital One Arena 15 159 | 14 - 59 |
| 74    | 29 mars    | Détroit         | D 87-96        | Corey Kispert (23) | Avdija, Bagley (11)   | Deni Avdija (9)   | Capital One Arena 15 023 | 14 - 60 |
| 75    | 31 mars    | Miami           | D 107-119      | Jordan Poole (22)  | Marvin Bagley (10)    | Jordan Poole (8)  | Capital One Arena 16 039 | 14 - 61 |

| Match | Date match | Équipe      | Score     | Meilleur marqueur   | Meilleur rebondeur          | Meilleur passeur  | Lieux Spectateurs        | Série   |
| ----- | ---------- | ----------- | --------- | ------------------- | --------------------------- | ----------------- | ------------------------ | ------- |
| 76    | 2 avril    | Milwaukee   | V 117-113 | Corey Kispert (27)  | Anthony Gill (9)            | Jordan Poole (13) | Capital One Arena 16 492 | 15 - 61 |
| 77    | 3 avril    | L.A. Lakers | D 120-125 | Jordan Poole (29)   | Kyle Kuzma (12)             | Jared Butler (7)  | Capital One Arena 20 333 | 15 - 62 |
| 78    | 5 avril    | Portland    | D 102-108 | Deni Avdija (22)    | Deni Avdija (12)            | Jordan Poole (9)  | Capital One Arena 18 079 | 15 - 63 |
| 79    | 7 avril    | @ Toronto   | D 122-130 | Deni Avdija (32)    | Patrick Baldwin Jr. (11)    | Jordan Poole (12) | Scotiabank Arena 19 502  | 15 - 64 |
| 80    | 9 avril    | @ Minnesota | D 121-130 | Corey Kispert (25)  | Anthony Gill (9)            | Jordan Poole (6)  | Target Center 18 024     | 15 - 65 |
| 81    | 12 avril   | Chicago     | D 127-129 | Deni Avdija (24)    | Avdija, Baldwin Jr. (12)    | Jared Butler (10) | Capital One Arena 20 333 | 15 - 66 |
| 82    | 14 avril   | @ Boston    | D 122-132 | Eugene Omoruyi (26) | Baldwin Jr., Champagnie (7) | Corey Kispert (8) | TD Garden 19 156         | 15 - 67 |

### Confrontations en saison régulière
| Conférence Est      | Conférence Est                            | Conférence Est                            | Conférence Est                            | Conférence Est                            | Conférence Ouest                          | Conférence Ouest                          | Conférence Ouest                          |
| Division Atlantique | Division Atlantique                       | Division Atlantique                       | Division Atlantique                       | Division Atlantique                       | Division Nord-Ouest                       | Division Nord-Ouest                       | Division Nord-Ouest                       |
| Équipe              | Domicile                                  | Domicile                                  | Extérieur                                 | Extérieur                                 | Équipe                                    | Domicile                                  | Extérieur                                 |
| ------------------- | ----------------------------------------- | ----------------------------------------- | ----------------------------------------- | ----------------------------------------- | ----------------------------------------- | ----------------------------------------- | ----------------------------------------- |
| Boston              | 107-126                                   | 104-130                                   | 129-133                                   | 122-132                                   | Denver                                    | 104-113                                   | 110-130                                   |
| Brooklyn            | 110-104                                   | 119-122 (OT)                              | 94-102                                    | 97-124                                    | Minnesota                                 | 107-118                                   | 121-130                                   |
| New York            | 99-120                                    | 105-121                                   | 109-113                                   |                                           | Oklahoma City                             | 128-136                                   | 106-147                                   |
| Philadelphie        | 126-131                                   | 113-119                                   | 128-146                                   | 101-146                                   | Portland                                  | 102-108                                   | 118-117                                   |
| Toronto             | 102-132                                   | 112-109                                   | 107-111                                   | 122-130                                   | Utah                                      | 108-123                                   | 115-127                                   |
| Division            | 2–17 (Domicile : 2-8; Extérieur : 0-9)    | 2–17 (Domicile : 2-8; Extérieur : 0-9)    | 2–17 (Domicile : 2-8; Extérieur : 0-9)    | 2–17 (Domicile : 2-8; Extérieur : 0-9)    | Division                                  | 1–9 (Domicile : 0-5; Extérieur : 1-4)     | 1–9 (Domicile : 0-5; Extérieur : 1-4)     |
| Division Centrale   | Division Centrale                         | Division Centrale                         | Division Centrale                         | Division Centrale                         | Division Pacifique                        | Division Pacifique                        | Division Pacifique                        |
| Équipe              | Domicile                                  | Domicile                                  | Extérieur                                 | Extérieur                                 | Équipe                                    | Domicile                                  | Extérieur                                 |
| Chicago             | 127-129                                   |                                           | 98-127                                    | 107-105                                   | Golden State                              | 112-123                                   | 118-129                                   |
| Cleveland           | 106-114                                   | 105-114                                   | 101-140                                   | 90-114                                    | L.A. Clippers                             | 109-125                                   | 115-140                                   |
| Détroit             | 117-129                                   | 87-96                                     | 126-107                                   | 118-104                                   | L.A. Lakers                               | 120-125                                   | 131-134 (OT)                              |
| Indiana             | 137-123                                   |                                           | 120-143                                   | 104-112                                   | Phoenix                                   | 112-140                                   | 108-112                                   |
| Milwaukee           | 129-142                                   | 117-113                                   | 128-131                                   |                                           | Sacramento                                | 109-102                                   | 131-143                                   |
| Division            | 5–12 (Domicile : 2-6; Extérieur : 3-6)    | 5–12 (Domicile : 2-6; Extérieur : 3-6)    | 5–12 (Domicile : 2-6; Extérieur : 3-6)    | 5–12 (Domicile : 2-6; Extérieur : 3-6)    | Division                                  | 1–9 (Domicile : 1-4; Extérieur : 0-5)     | 1–9 (Domicile : 1-4; Extérieur : 0-5)     |
| Division Sud-Est    | Division Sud-Est                          | Division Sud-Est                          | Division Sud-Est                          | Division Sud-Est                          | Division Sud-Ouest                        | Division Sud-Ouest                        | Division Sud-Ouest                        |
| Équipe              | Domicile                                  | Domicile                                  | Extérieur                                 | Extérieur                                 | Équipe                                    | Domicile                                  | Extérieur                                 |
| Atlanta             | 108-136                                   | 126-130                                   | 121-130                                   | 127-99                                    | Dallas                                    | 117-130                                   | 104-112                                   |
| Charlotte           | 117-124                                   | 112-100                                   | 132-116                                   | 114-117                                   | Houston                                   | 114-137                                   | 119-135                                   |
| Miami               | 102-110                                   | 107-119                                   | 114-121                                   | 110-108                                   | Memphis                                   | 113-106                                   | 97-109                                    |
| Orlando             | 119-127                                   | 109-119                                   | 120-139                                   | 125-130                                   | New Orleans                               | 122-142                                   | 126-133                                   |
|                     |                                           |                                           |                                           |                                           | San Antonio                               | 127-131                                   | 118-113                                   |
| Division            | 4–12 (Domicile : 1-7; Extérieur : 3-5)    | 4–12 (Domicile : 1-7; Extérieur : 3-5)    | 4–12 (Domicile : 1-7; Extérieur : 3-5)    | 4–12 (Domicile : 1-7; Extérieur : 3-5)    | Division                                  | 2–8 (Domicile : 1-4; Extérieur : 1-4)     | 2–8 (Domicile : 1-4; Extérieur : 1-4)     |
| Conférence          | 11–41 (Domicile : 5–21; Extérieur : 6–20) | 11–41 (Domicile : 5–21; Extérieur : 6–20) | 11–41 (Domicile : 5–21; Extérieur : 6–20) | 11–41 (Domicile : 5–21; Extérieur : 6–20) | Conférence                                | 4–26 (Domicile : 2–13; Extérieur : 2–13)  | 4–26 (Domicile : 2–13; Extérieur : 2–13)  |
| Total               | 15–67 (Domicile : 7–34; Extérieur : 8–33) | 15–67 (Domicile : 7–34; Extérieur : 8–33) | 15–67 (Domicile : 7–34; Extérieur : 8–33) | 15–67 (Domicile : 7–34; Extérieur : 8–33) | 15–67 (Domicile : 7–34; Extérieur : 8–33) | 15–67 (Domicile : 7–34; Extérieur : 8–33) | 15–67 (Domicile : 7–34; Extérieur : 8–33) |

## Classements

### Saison régulière
| Conférence Est | Conférence Est             | Conférence Est | Conférence Est | Conférence Est | Conférence Est | Conférence Est | Conférence Est |
| No             | Franchise                  | Vic.           | Déf.           | MJ             | V/D            | GB             |                |
| -------------- | -------------------------- | -------------- | -------------- | -------------- | -------------- | -------------- | -------------- |
| 1              | z - Celtics de Boston      | 64             | 18             | 82             | .780           | –              |                |
| 2              | x - Knicks de New York     | 50             | 32             | 82             | .610           | 14             |                |
| 3              | y - Bucks de Milwaukee     | 49             | 33             | 82             | .598           | 15             |                |
| 4              | x - Cavaliers de Cleveland | 48             | 34             | 82             | .585           | 16             |                |
| 5              | y - Magic d'Orlando        | 47             | 35             | 82             | .573           | 17             |                |
| 6              | x - Pacers de l'Indiana    | 47             | 35             | 82             | .573           | 17             |                |
|                |                            |                |                |                |                |                |                |
| 7              | x - 76ers de Philadelphie  | 47             | 35             | 82             | .573           | 17             |                |
| 8              | x - Heat de Miami          | 46             | 36             | 82             | .561           | 18             |                |
| 9              | pi - Bulls de Chicago      | 39             | 43             | 82             | .476           | 25             |                |
| 10             | pi - Hawks d'Atlanta       | 36             | 46             | 82             | .439           | 28             |                |
|                |                            |                |                |                |                |                |                |
| 11             | o - Nets de Brooklyn       | 32             | 50             | 82             | .390           | 32             |                |
| 12             | o - Raptors de Toronto     | 25             | 57             | 82             | .305           | 39             |                |
| 13             | o - Hornets de Charlotte   | 21             | 61             | 82             | .256           | 43             |                |
| 14             | o - Wizards de Washington  | 15             | 67             | 82             | .183           | 49             |                |
| 15             | o - Pistons de Détroit     | 14             | 68             | 82             | .171           | 50             |                |

| Division Sud-Est          | V  | D  | MJ | V/D  | GB | Dom   | Ext   | Div  |
| ------------------------- | -- | -- | -- | ---- | -- | ----- | ----- | ---- |
| y - Magic d'Orlando       | 47 | 35 | 82 | .573 | –  | 29-12 | 18-23 | 9-7  |
| x - Heat de Miami         | 46 | 36 | 82 | .561 | 1  | 22-19 | 24-17 | 13-3 |
| pi - Hawks d'Atlanta      | 36 | 46 | 82 | .439 | 11 | 21-20 | 15-26 | 8-8  |
| o - Hornets de Charlotte  | 21 | 61 | 82 | .256 | 26 | 11-30 | 10-31 | 6-10 |
| o - Wizards de Washington | 15 | 67 | 82 | .183 | 32 | 7-34  | 8-33  | 4-12 |

### NBA In-Season Tournament
| Rang | Équipe                | Pts | J | G | P | Pp  | Pc  | Diff |
| ---- | --------------------- | --- | - | - | - | --- | --- | ---- |
| 1    | Bucks de Milwaukee    | 8   | 4 | 4 | 0 | 502 | 456 | 46   |
| 2    | Knicks de New York    | 7   | 4 | 3 | 1 | 440 | 398 | 42   |
| 3    | Heat de Miami         | 6   | 4 | 2 | 2 | 453 | 450 | 3    |
| 4    | Hornets de Charlotte  | 5   | 4 | 1 | 3 | 419 | 473 | -54  |
| 5    | Wizards de Washington | 4   | 4 | 0 | 4 | 458 | 496 | -38  |